# Annsville
Annsville est une ville du comté d'Oneida, dans l'État de New York, aux États-Unis,. En 2010, elle comptait une population de 3 012 habitants.

## Démographie
Lors du recensement de 2010, la ville comptait une population de 3 012 habitants. Elle est estimée, en 2016, à 2 961 habitants.